# Glommen (norra delen)
Glommen (norra delen) var före 2015 en av SCB avgränsad och namnsatt småort i norra delen av orten Glommen i Falkenbergs kommun. Vid 2015 års avgränsning klassades den som en del av tätorten Glommen.